# Copa Petrobras Buenos Aires 2009
Il Copa Petrobras Buenos Aires 2009 è stato un torneo professionistico di tennis maschile giocato sulla terra rossa, che facevano parte dell'ATP Challenger Tour 2009. Si è giocato a Buenos Aires in Argentina dal 28 settembre al 4 ottobre 2009.

## Partecipanti

### Teste di serie
| Nazionalità | Giocatore             | Ranking* | Testa di serie |
| ----------- | --------------------- | -------- | -------------- |
| Argentina   | Horacio Zeballos      | 58       | 1              |
| Argentina   | Máximo González       | 67       | 2              |
| Cile        | Nicolás Massú         | 96       | 3              |
| Argentina   | Juan Ignacio Chela    | 111      | 4              |
| Spagna      | Santiago Ventura      | 112      | 5              |
| Argentina   | Sergio Roitman        | 124      | 6              |
| Spagna      | Rubén Ramírez Hidalgo | 125      | 7              |
| Francia     | Laurent Recouderc     | 132      | 8              |

- Ranking al 21 settembre 2009.

### Altri partecipanti
Giocatori che hanno ricevuto una wild card:
- Facundo Bagnis
- Mariano Zabaleta
- Guido Pella
- Mariano Puerta

Giocatori passati dalle qualificazioni:
- Carlos Berlocq
- Alejandro Fabbri
- Andrés Molteni
- Lionel Noviski

## Campioni

### Singolare
Horacio Zeballos ha battuto in finale  Gastón Gaudio con il punteggio di 6–2, 3–6, 6–3

### Doppio
Brian Dabul /  Sergio Roitman hanno battuto in finale  Máximo González /  Lucas Arnold Ker con il punteggio di 6–4, 7–5